# Leksyn
Leksyn (prononciation : [ˈlɛksɨn]) est un village polonais de la gmina de Bodzanów dans le powiat de Płock de la voïvodie de Mazovie dans le centre-est de la Pologne.
Il se situe à environ 4 kilomètres au nord de Bodzanów (siège de la gmina), 23 kilomètres à l'est de Płock (siège du powiat) et à 75 kilomètres au nord-ouest de Varsovie (capitale de la Pologne).

## Histoire
De 1975 à 1998, le village appartenait administrativement à la voïvodie de Płock.